# Guntipalli, Chintamani
Guntipalli là một làng thuộc tehsil Chintamani, huyện Kolar, bang Karnataka, Ấn Độ.